# Richard Masur

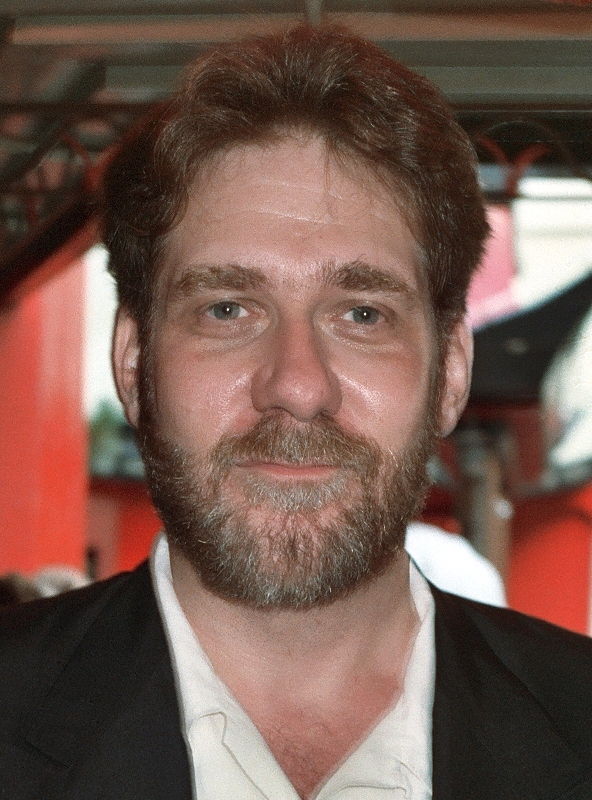
Richard Masur (1990)

Richard D. Masur (* 20. November 1948 in New York City, New York) ist ein US-amerikanischer Schauspieler.

## Leben
Masur wurde in New York City geboren, seine Mutter war Lehrerin an einer Highschool, sein Vater arbeitete als Apotheker. Richard Masur besuchte die Walt Whitman Junior High School und die Roosevelt High School in Yonkers, später studierte er Schauspiel an der Yale School of Drama.
Bevor er zum Film kam, trat er Anfang der 70er Jahre bereits am Theater auf. Bis heute hatte er Rollen in über 30 Fernsehserien und in etwa 80 Filmen. Vielen wurde er bekannt durch Filme wie Lockere Geschäfte von 1983, Stephen Kings Es als Darsteller des Stanley Uris und durch My Girl – Meine erste Liebe, wo er den Bruder von Harry Sultenfuss (Dan Aykroyd) spielte.
Von 1995 bis 1999 war er für zwei Amtsperioden Präsident der Screen Actors Guild, einer Gewerkschaft für Schauspieler. Masur sitzt außerdem im korporativen Vorstand des Motion Picture & Television Fund zur Unterstützung hilfsbedürftiger Angehöriger der Filmwirtschaft.
Er ist verheiratet und hat eine Schwester.

## Filmografie
- 1974: All in the Family (Fernsehserie)
- 1974: Oh Mary (Mary Tyler Moore, Fernsehserie)
- 1974: Die Waltons (Fernsehserie)
- 1975: Hot L Baltimore (Fernsehserie)
- 1975: M*A*S*H (Fernsehserie)
- 1975: Die Zwei mit dem Dreh (Switch, Fernsehserie)
- 1975: Cash – Die unaufhaltsame Karriere des Gefreiten Arsch (Whiffs)
- 1975: Doc (Fernsehserie)
- 1975: Hawaii Fünf-Null (Hawaii Five-O, Fernsehserie)
- 1976: Having Babies (Fernsehfilm)
- 1976: Bittersüße Liebe / Inzest (Bittersweet Love)
- 1974–1977: Rhoda (Fernsehserie)
- 1977: Zwei ausgebuffte Profis (Semi-Tough) – Regie: Michael Ritchie
- 1978: Eine amerikanische Familie (Family, Fernsehserie)
- 1978: The Many Loves of Arthur (Fernsehkurzfilm)
- 1978: Dreckige Hunde (Who’ll Stop the Rain)
- 1978: Verrat an Julie Roy (Betrayal, Fernsehfilm)
- 1979: Scouts / Mister Horn – Sein Weg zum Galgen (Mr. Horn, Fernsehfilm)
- 1979: Time Express (Fernsehserie)
- 1979: Walking Through the Fire (Fernsehfilm)
- 1979: Das tödliche Dreieck (Hanover Street)
- 1979: Scavenger Hunt
- 1980: Happy Days (Fernsehserie)
- 1980: Heaven’s Gate
- 1981: Jenseits von Eden (East of Eden, Fernsehserie)
- 1981: Fallen Angel (Fernsehfilm)
- 1975–1981: One Day at a Time (Fernsehserie)
- 1982: Die Jagd nach dem Leben (I’m Dancing as Fast as I Can)
- 1982: Das Ding aus einer anderen Welt (The Thing)
- 1982: Money on the Side (Fernsehfilm)
- 1982: Timerider – Das Abenteuer des Lyle Swann (Timerider: The Adventure of Lyle Swann)
- 1982: Cagney & Lacey (Fernsehserie)
- 1983: Gerechtigkeit für Kate (An Invasion of Privacy, Fernsehfilm)
- 1983: Brian – Die Höllenfahrt eines Besessenen (The Demon Murder Case, Fernsehfilm)
- 1983: Lockere Geschäfte (Risky Business)
- 1983: Alpträume (Nightmares)
- 1983: Adam (Fernsehfilm)
- 1983: Under Fire
- 1983: The Winter of Our Discontent (Fernsehfilm)
- 1984: Empire (Fernsehserie)
- 1984: Jumbo Crash – Der Todestag am Potomac (Flight 90: Disaster on the Potomac) (Fernsehfilm)
- 1984: The Bounder (Fernsehkurzfilm)
- 1984: Das brennende Bett (The Burning Bed, Fernsehfilm)
- 1985: Der Falke und der Schneemann (The Falcon and the Snowman)
- 1985: Geliebter einer Ehefrau (Obsessed with a Married Woman, Fernsehfilm)
- 1985: Das mörderische Paradies (The Mean Season)
- 1985: Embassy (Fernsehfilm)
- 1985: Future Project – Die 4. Dimension (My Science Project)
- 1985: Unglaubliche Geschichten (Steven Spielberg’s Amazing Stories, Fernsehserie)
- 1985: Wilde Mustangs (Wild Horses, Fernsehfilm)
- 1985: Männer für jeden Job (Head Office)
- 1986: Love Struck (Kurzfilm)
- 1986: Welcome Home (Kurzfilm)
- 1986: Mr. Boogedy (Fernsehkurzfilm)
- 1986: Sodbrennen (Heartburn)
- 1986: Adam: His Song Continues (Fernsehfilm)
- 1986: Verschwörung des Bösen (When the Bough Breaks, Fernsehfilm)
- 1986: The George McKenna Story (Fernsehfilm)
- 1987: Die Monsterbraut (Bride of Boogedy, Fernsehfilm)
- 1987: Rosen der Rache (Roses Are for the Rich, Fernsehfilm)
- 1987: Das Ritual (The Believers)
- 1987: Rent-a-Cop
- 1987: Walker
- 1988: Die besten Jahre (thirtysomething, Fernsehserie)
- 1988: Mörderischer Vorsprung (Shoot to Kill)
- 1988: Hiroshima Maiden (Fernsehkurzfilm)
- 1988: Daddy’s Cadillac (License to Drive)
- 1988: Higher Ground (Fernsehfilm)
- 1989: Two Daddies? (Fernsehzeichentrickfilm, Stimme)
- 1989: Tote lieben besser (Third Degree Burn, Fernsehfilm)
- 1989: Lolita Kill (Far from Home)
- 1989: Kalte Rache (Settle the Score, Fernsehfilm)
- 1989: Geschändet und verleumdet (Cast the First Stone, Fernsehfilm)
- 1990: Out of Sight, Out of Mind
- 1990: Du sollst nicht töten (Vietnam, Texas)
- 1990: Die U-Boot Academy (Going Under)
- 1990: Flashback
- 1990: Matlock (Fernsehserie)
- 1990: Murphy Brown (Fernsehserie)
- 1990: Yes, Virginia… (Fernsehkurzfilm)
- 1990: Blossom (Fernsehserie)
- 1990: Lifestories (Fernsehserie)
- 1990: Das große Erdbeben in L.A. (The Big One: The Great Los Angeles Earthquake, Fernsehfilm)
- 1990: Stephen Kings Es (Stephen King’s It, Fernsehfilm)
- 1990: Babynapping – Roberts Entführung / Vergiß nie, daß ich dich liebe / Wer sind meine wahren Eltern? (Always Remember I Love You, Fernsehfilm)
- 1991: My Girl – Meine erste Liebe
- 1991: The Story Lady (Fernsehfilm)
- 1992: Steinzeit Junior (Encino Man)
- 1993: Blood in, Blood out – Verschworen auf Leben und Tod (Bound by Honor)
- 1993: Der Mann ohne Gesicht (The Man Without a Face)
- 1993: … und das Leben geht weiter (And the Band Played On, Fernsehfilm)
- 1988–1993: L.A. Law – Staranwälte, Tricks, Prozesse (L.A. Law, Fernsehserie)
- 1993: Das Leben – Ein Sechserpack (Six Degrees of Separation)
- 1994: Das Signum des Ritualmörders (Keys, Fernsehfilm)
- 1994: My Girl 2 – Meine große Liebe
- 1994: Hörigkeit – Gefährliche Liebe (Search for Grace, Fernsehfilm)
- 1994: Staatsauftrag: Mord (Les patriotes)
- 1994–1995: Picket Fences – Tatort Gartenzaun (Picket Fences, Fernsehserie)
- 1995: Die letzte Hoffnung (My Brother’s Keeper, Fernsehfilm)
- 1995: Vergiß Paris (Forget Paris)
- 1995: Entführt – Die furchtbare Wahrheit (The Face on the Milk Carton, Fernsehfilm)
- 1995: Hiroshima (Fernsehfilm)
- 1995: Dream On (Fernsehserie)
- 1995: Love and Terror (It Was Him or Us, Fernsehfilm)
- 1996: Vier lieben dich (Multiplicity)
- 1996: Skrupellos verführt – Die Unschuld des Mörders (Undue Influence, Fernsehfilm)
- 1997: Fire Down Below
- 1998: Significant Others (Fernsehserie)
- 1998, 2002: Practice – Die Anwälte (The Practice, Fernsehserie)
- 1999: Law & Order (Fernsehserie)
- 1999: Knocked Out – Eine schlagkräftige Freundschaft (Play It to the Bone)
- 2000: Noriega – Gottes Liebling oder Monster? (Noriega: God’s Favorite, Fernsehfilm)
- 2000: Frauenpower (Family Law, Fernsehserie)
- 2001: 61* (Fernsehfilm)
- 2001: Felicity (Fernsehserie)
- 2004: Palindrome
- 2007: Lovely by Surprise
- 2006–2009: All My Children (Fernsehserie, 8 Folgen)
- 2008: Law & Order: Special Victims Unit (Fernsehserie, Folge Inconceivable)
- 2008: Vote and Die: Liszt for President
- 2010–2011: Bored to Death (Fernsehserie, 3 Folgen)
- 2013: Elementary (Fernsehserie, Folge Internal Audit)
- 2015: Tumbledown
- 2015–2016: Good Wife (Fernsehserie, 3 Folgen)
- 2015–2016: Transparent (Fernsehserie, 7 Folgen)
- 2015–2017: Red Oaks (Fernsehserie, 3 Folgen)
- 2015–2017: Orange Is the New Black (Fernsehserie, 5 Folgen)
- 2016: Bühne des Lebens (Don't Think Twice)
- 2016–2018: Younger (Fernsehserie, 4 Folgen)
- 2017: Chicago Justice (Fernsehserie, Folge Comma)
- 2018: The Good Fight (Fernsehserie, Folge Day 429)
- 2020: Before/During/After